# Neviano
Neviano – miejscowość i gmina we Włoszech, w regionie Apulia, w prowincji Lecce.
Według danych na rok 2004 gminę zamieszkiwało 5925 osób, 370,3 os./km².

## Współpraca
Miejscowość partnerska:
- Langenthal, Szwajcaria